# Roadrunner Records
Roadrunner Records (Roadrunner Music Group B.V.) är ett skivbolag som koncentrerar sig på heavy metal-band. Det är för närvarande ett dotterbolag till Warner Music Group.

## Historia
Märket lanserades i Nederländerna 1980 och kallades ursprungligen "Roadracer Records". Roadrunners ursprungliga affärsverksamhet var att importera nordamerikanska metal-band-inspelningar till Europa. 1986 öppnade Roadrunner sitt amerikanska huvudkontor och senare öppnades även kontor i England, Tyskland, Frankrike, Japan, Australien och det senaste i Danmark. Tidiga framgångar inkluderar album från King Diamond (den första Roadrunner-artist som kom in på Billboard 200 album topplistan) och Annihilator. Märket hanterade även de tidiga Metallica-utgåvorna i Skandinaviska regionen. I slutet av 1980-talet släppte bolaget två album som anses som klassiska i sina respektive genrer; Obituarys "Slowly We Rot" and Sepulturas "Beneath the Remains".
1990-talet såg ankomsten av nya band, så som Life of Agony, Machine Head, Sepultura och Type O Negative. Ju längre 1990-talet led, desto fler Roadrunner-band började dyka upp i huvudfåran. Mest framstående var Sepultura och Type O Negative.
Sepultura blev - med sitt album 1993, "Chaos A.D." - det första Roadrunner-bandet som tog sig in på Billboard 40 album topplistan. Type O Negative blev det första Roadrunner-bandet att få en RIAA-certifiering; detta var ett Guldpris (och senare Platinapris) för 1993 års album "Bloody Kisses", vilket blev certifierat 1995. Bandet blev också det första Roadrunner-band som blev spelat på radio. År 2000 blev Slipknot det första Roadrunner-band som fick Platina.
I slutet av 1990-talet tecknade Roadrunner Records bandet "Mindless Self Indulgence", men sparkade bandet eftersom de inte ville släppa deras sång "Panty Shot".
I början av 2001 började Roadrunner bli distribuerat av Universal Music Group genom en andel i det ägda märket The Island Def Jam Music Group. Denna uppgörelse har nu upphört att gälla.
Den 18 december 2006, signerade Warner Strategic Marketing ett avtal om att köpa majoriteten av aktierna (73,5%) i Roadrunner Records moderbolag, Roadrunner Music Group B.V. Detta avtal blev genomfört den 29 januari 2007 efter att ha fått myndighetsgodkännande från Tyskland.
Den 11 juni 2007 blev Roadrunner Records valt till "Bästa Metal Skivbolag" av Metal Hammer på deras Golden Gods Awards, vilket är ett pris som de har vunnit tre år i rad.

## Diskografi
- "The Heart of Roadrunner Records"
- "Roadrunner United - The All-Stars Sessions" (Album)
- "The End" (Singel)
- "Two from the Vault" album serien